# مالكوم أ. ماكاي
مالكوم أ. ماكاي هو سياسي كندي، ولد في 29 يناير 1944 في دارتموث في كندا. نشط حزبياً في جمعية المحافظين التقدمية لنوفا سكوشا.